# Похоронка
«Похоронка» — документ (извещение), просторечная краткая разговорная форма определения официального извещения о смерти (гибели) военнослужащего или военнообязанного, присланного из войсковой части.

## История
Наибольшее распространение слово «похоронка» получило в годы Великой Отечественной войны, с целью обозначения названия документов, в которых сообщалось о гибели советских военнослужащих формирований Красной Армии и Флота ВС Союза ССР. Слово «похоронка» используется в разговорном стиле до настоящего времени как определение извещения о гибели военнослужащих Вооруженных сил Российской Федерации в военных конфликтах, местах проведения специальных мероприятий, специальных операций и дислокации войсковых частей ВС Российской Федерации.
«Похоронка» служила основным документом для обращения в военкомат с целью получения семьёй погибшего военнослужащего пособий от государства. Документ оформлялся в войсковой части, к которой был приписан военнослужащий, и отправлялся по месту жительства его семьи. Также данные о погибших заносились командиром в донесение о погибших, поступали в архивы ведомства и могли быть запрошены через военкоматы по месту жительства семьи погибшего.
Случалось, что «похоронку» оформляли ошибочно, полагая, что человек погиб.

## В других странах
В Великобритании, США, Израиле и многих других странах в случае гибели военнослужащего специальный офицер отправляется к семье погибшего и лично сообщает о смерти их родственника. До тех пор, пока семью не известят о гибели военнослужащего, средствам массовой информации не передают никакой информации об этом.
В Армии обороны Израиля этим занимаются сотрудники службы, которая носит название Извещение о жертвах (ивр. מודיע נפגעים‎ — модиа нифгаим).